# Dinocoryna tibialis
Dinocoryna tibialis är en skalbaggsart som beskrevs av Charles Hamilton Seevers 1959. Dinocoryna tibialis ingår i släktet Dinocoryna och familjen kortvingar. Inga underarter finns listade i Catalogue of Life.